# Malý Javorový štít
Malý Javorový štít je mohutný vrchol v hlavním hřebeni Vysokých Tater. Spolu s Javorovým štítem tvoří dominantní seskupení.

## Topografie
Od Javorového štítu ho dělí Javorová škára, od Kresaného rohu sedélko Malý Závrať. Na sever vysílá dlouhý hřeben Javorových věží, který končí masivem Javorinské Široké. Tam ho od Zadní Javorové věže odděluje Zadní Javorové sedlo. Jižní stěnou spadá do Velké Studené doliny, suťovým svahem spadá na západ do doliny Rovienok a severní stěnou do Javorové doliny. Severní stěna je součástí tzv. Javorového múru.

## Několik výstupů
- 1902 První výstup - jižní stěnou, Karol Englisch s matkou Antonií a J. Hunsdorfer, II-III.
- 1908 Prvovýstup východním hřebenem z Javorové spáry, Gyula Komarnicki a A. Martin, II.
- 1910 Dvojnásobně tragický pokus o prvovýstup severní stěnou, ve špatném počasí zmrzl S. Szulakiewicz a při pokusu o jeho záchranu se zřítil Klemens Bachleda.
- 1930 Prvovýstup levou částí severní stěny Wieslaw Stanislawski a J. Gnojek

Výstupy často vedou lámavou skálou, která je pevnější v zimě.

## Galerie

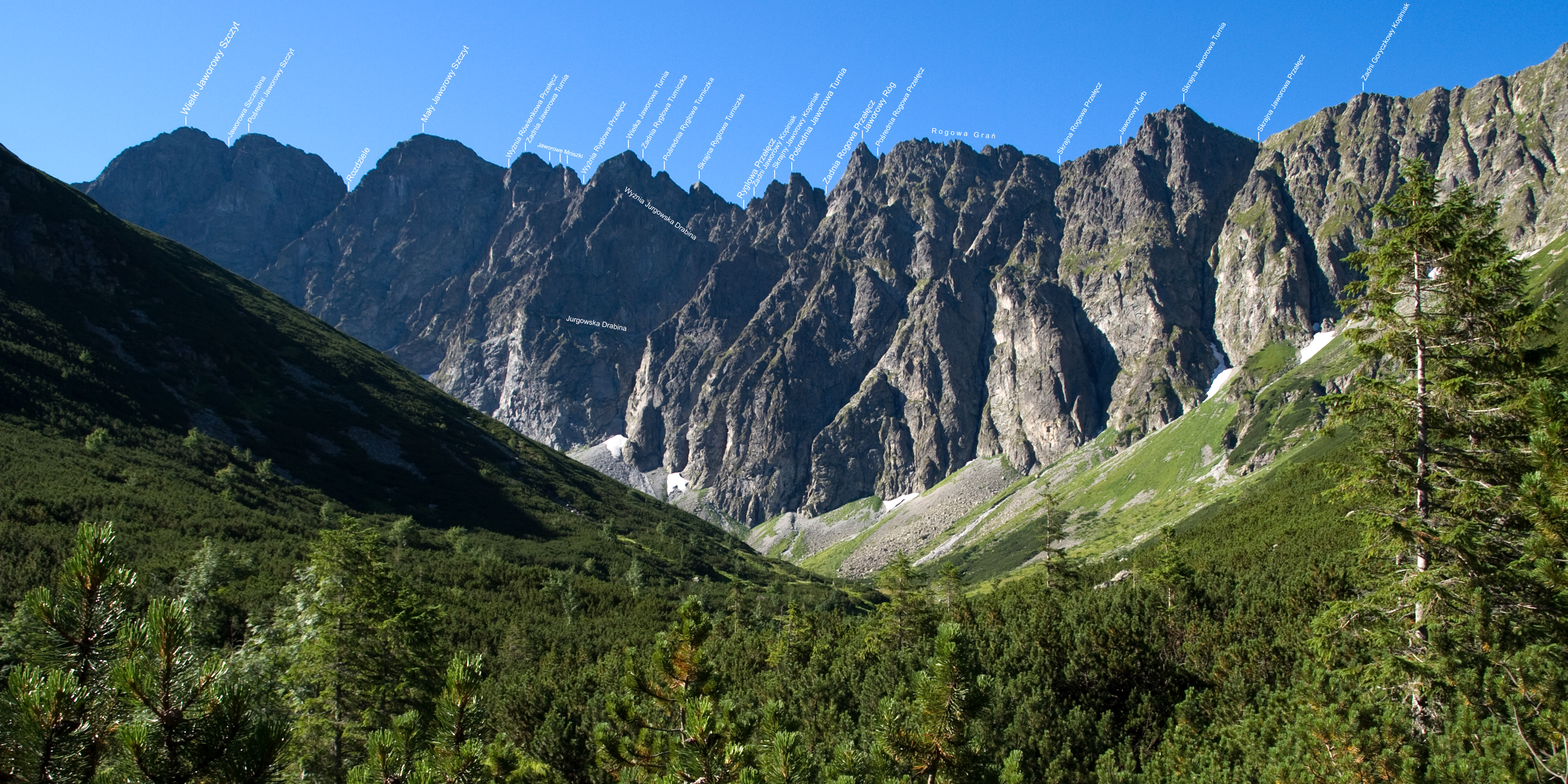
Javorový múr: zleva dva vrcholy Javorového štítu, Javorová škára a Malý Javorový štít.
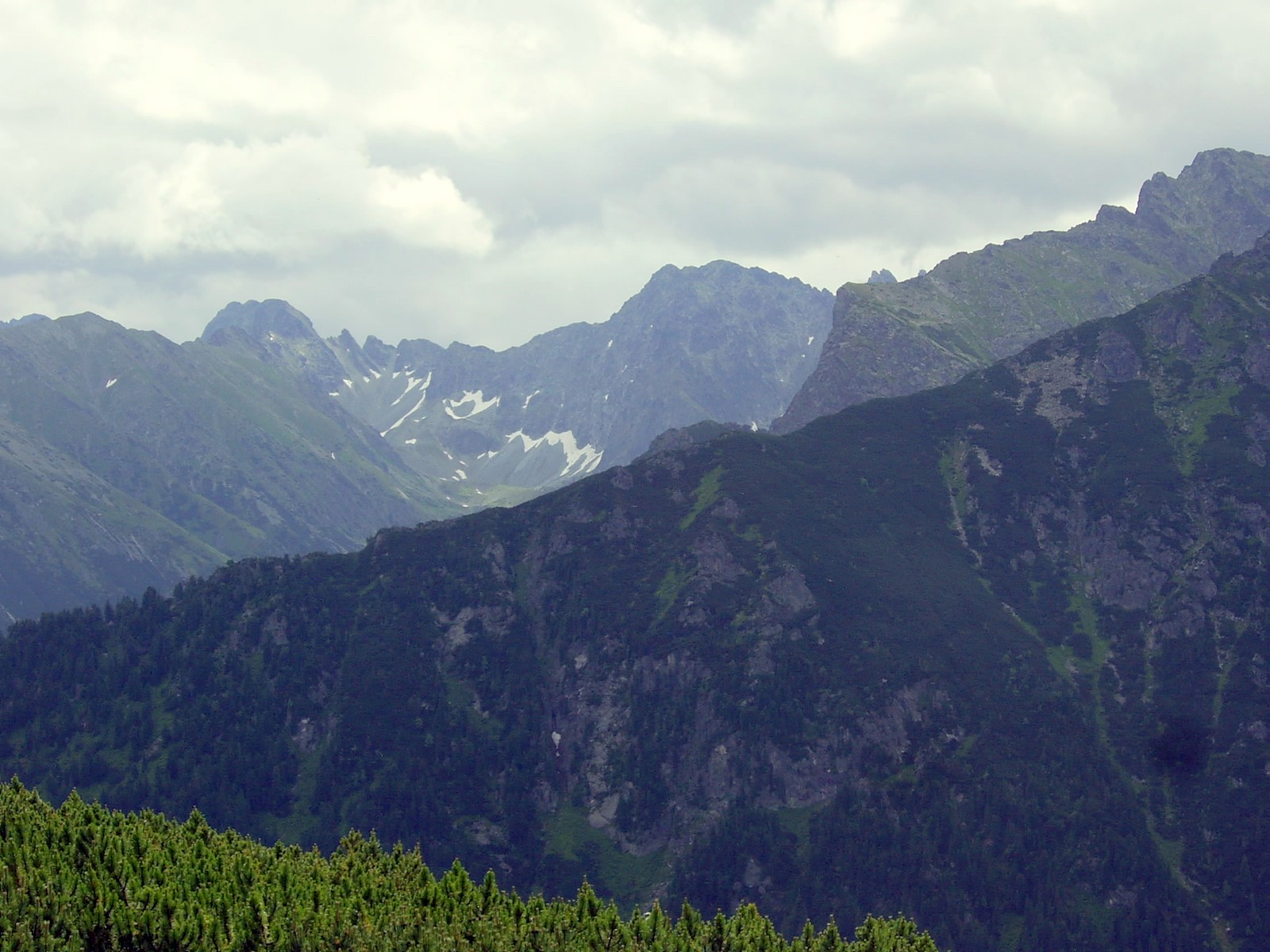
Zleva Javorové štíty, pod nimi věžička Kresaný roh, Rovienková veža, Hranatá veža, Svišťové sedlo, Svišťový štít.
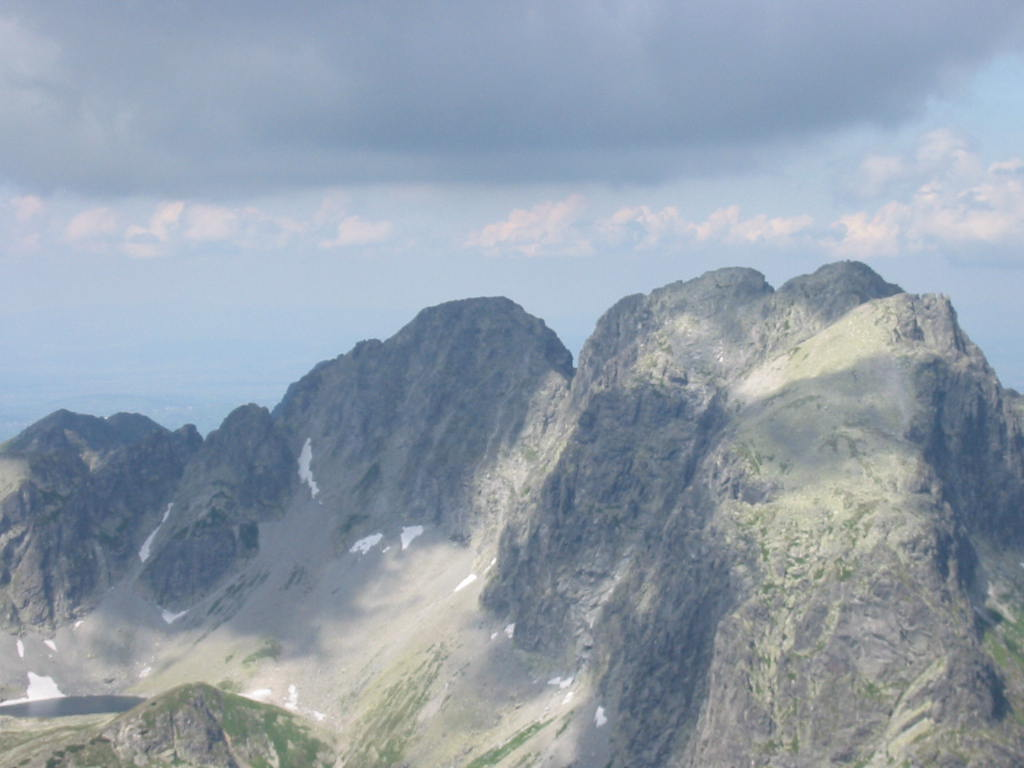
Zleva Malý Javorový a dvojvrcholový Javorový štít, dole Ľadové pleso.